# Русская печь
Ру́сская печь — духовая печь для приготовления пищи, отопления жилых помещений и некоторых других задач. Духовкой в ней является топочная камера, называемая горнилом. Печь выкладывается из кирпича или глины. Топится дровами, торфом, соломой, кизяком, камышом, лузгой от семечек.
Широко распространена в России (была основным видом очага до начала XX века), Беларуси, на Украине, в Румынии и Молдавии.

## Предыстория
В VIII—XIII веках на восточнославянских и финно-угорских территориях было распространено несколько типов печей. В Северной Руси преобладали печи-камени, сложенные из камней насухо без скрепляющего раствора. В Старой Ладоге основания каменных печей достигали 1,5 м в поперечнике. В Изборске известны также глиняные печи, возведённые на каменном основании — на каменной площадке размером около 1×1 м строился полый глиняный купол высотой около 1 м. Известны печи, сложенные из камня и глины. Они были наиболее распространены на Верхнем Дону, в Поочье и в Среднем Поднепровье. Основания таких печей достигали 1,5×2 м. В Верхнем и Среднем Поднепровье более широко были распространены глиняные печи. Размеры их доходили до 1,5 м в поперечнике и до 1,2 м в высоту.
В указанный период избы не имели устройств для вывода дыма, и он выходил в двери и в небольшие оконца в стенах (отопление «по-чёрному», курная изба). На рубеже XV и XVI веков появилось устройство для вывода дыма. Первоначально оно представляло собой деревянный короб. С появлением огнеупорного кирпича печи приобрели трубы, а сами они постепенно приобрели к началу XVIII века вид классической «русской печи».

## Описание
Русская печь устроена таким образом, что обогревает она лишь пространство комнаты, находящееся выше шестка (80—90 см от уровня пола). Общий коэффициент полезного действия примерно равен 25—30 %, из них 7 % идёт на приготовление пищи и выпечку хлеба, и 18—23 % тратится на обогрев помещения.
Исследования термического КПД русской печи в 1940-х годах дали результат 68 %. В XX веке были созданы улучшенные конструкции И. С. Подгородникова, КПД которых достиг 80 %, что недостижимо для печей других типов.
Температура воздуха в подготовленном к выпечке хлеба горниле достигает 200 °C. После окончания топки, за счёт тепловой инерции нагретых кирпичей, в печи долго сохраняется высокая температура, что позволяет готовить такие продукты, как топлёное молоко, каши и овсяное толокно.
В избах Европейской части России и Сибири русская печь располагается в центре отапливаемого помещения. Устье печи обращено в сторону фасадной или боковой стены дома. В южнорусских районах печь располагается в дальнем правом или левом углу с устьем, повёрнутым к боковой стене или в сторону входа.
Возле печи располагается печной угол (бабий кут), умывальник (рукомойник), голбец и полати.

### Конструкция
Топочная камера (горнило, 14) русской печи имеет глухой под (16), на котором горят дрова и куда ставится печная посуда. Задняя стенка также глухая. Боковые стенки плавно переходят в сводчатый (дугообразный) потолок. В передней стенке находится вход в горнило — устье (6). Огибая верхний порожек (7) устья дым из горнила выходит в хайло и далее в печную трубу (8).
За пределами горнила под переходит в шесток (4) — площадку перед устьем.
На чертеже цифрами обозначены:
1. Подпе́чье — пространство между полом и печью для различных предметов: печного инструмента (кочерги, ухватов и т. д.), посуды и небольшого запаса дров для следующей топки. Иногда в нём содержат молодняк мелких домашних животных.
2. Деревянный настил.
3. Подшёсток (есть не у всех печей) — небольшое пространство для хранения сопутствующей утвари.
4. Шесто́к — рабочая площадка перед устьем, на которой размещают извлечённую или подготовленную для установки в горнило посуду с едой.
5. Окно шестка.
6. У́стье или чело — вход в горнило.
7. Поро́жек — верхняя часть устья, придерживающая горячие газы под сводом для более полного поглощения тепла и сгорания продуктов горения.
8. Перетрубье, переходящее в хайло́ и далее в дымовую трубу.
9. Вьюшка (крышка).
10. Задвижка.
11. Дымовая труба — часть дымохода для выведения продуктов горения за пределы здания. Поднимается от печи вверх на чердак, где может переходить в горизонтальный или наклонный боров, и далее снова вверх за пределы кровли. Боров — необязательная часть трубы длиной около метра и более. Защищает от попадания в печь атмосферных осадков через трубу, обеспечивает лучшее сохранение тепла за счёт ослабления тяги, предотвращает выброс искр на крышу из горючих материалов.
12. Песочная засыпка над сводом.
13. Свод — верхняя дугообразная часть горнила.
14. Горни́ло — топочная камера печи.
15. Перекры́ша — самый верхний слой кирпича, располагающийся над массивом или засыпкой; на перекрыше обычно устраивалась лежанка.
16. Под — пол, площадка горнила.
17. Засыпка под подом.
18. Зольник или очелок.
19. Щёки или скулы — передняя стенка горнила.
Другие части:
Опечье — деревянный сруб, на который устанавливается печь.
Печу́рки (горну́шки, гарну́шки) — неглубокие ниши в корпусе печи, служащие для увеличения теплоотдающей поверхности. В них также помещают различные предметы для сушки: одежду, обувь, посуду, грибы, травы и другие.
С появлением в России XIX века чугунных плит, первоначально завозимых из Англии, русские печи иногда выкладывают в комбинации с кирпичной дровяной плитой, стоящей рядом или составляющей с ней единую конструкцию. Например, плита может располагаться на месте шестка.

## Использование

### Приготовление пищи
В печи варили, парили, жарили, пекли, грели и «томили». Жарили у устья (перед горящим топливом), варили и парили непосредственно в горниле при растопленной или догорающей печи, подогревали на шестке, пекли и томили в горниле после топки.
Хлеб и другую выпечку выпекали на поду печи. Для этого тщательно очищали печь от углей и золы. В печи должен быть «изволочный жар» — температура оптимальная для начала выпекания; её определяют, бросая пригоршню муки на под — мука должна довольно быстро покоричневеть, но не обугливаться. Благодаря большой теплоёмкости русской печи температура в ней убывает постепенно в течение длительного времени, что благоприятствует получению хорошей выпечки и хлебов — сначала быстро образуется хрустящая корочка, а затем «доходит» внутренний слой.
Для приготовления пользовались чугунками, перемещаемыми ухватами (рогачами), и сковородами со сковородниками (цапельниками, чапельниками). Посуда по большей части изготавливалась из чугуна, однако применялись и глиняные сковороды и горшки; в XX веке распространились алюминиевые горшки и сковороды. В глиняных кувшинах особенно вкусным получалось жирное топлёное молоко с коричневой пенкой. При печи, кроме трёх ухватов и сковородника, были ещё две кочерги для перемешивания углей и выгребания золы.
В конструкции печи мог иметься отдельный вход для подсоединения к дымоходу печи трубы угольного самовара.

### Отопление
Обычно печь начинали топить с середины октября (с Покрова) и топили до апреля (до Благовещенья) или мая. Русская печь располагалась практически в центре комнаты и прогревала её равномерно. На печи устраивался лежак (лежанка) — наиболее тёплое место в доме. Рядом с печью традиционно строился голбец (голубец), в котором хранили домашнюю утварь, а верх его мог являться продолжением лежака. Размеры лежака были различны, наибольшие позволяли располагаться на печи до 5—6 человек, но обычно он был двухместным. Высота такого лежака чаще всего позволяла человеку сидеть. Зимой при регулярной топке на лежанке стабильно поддерживалась температура +25…+27 °С. Печь белилась или украшалась изразцами.

### Мытьё
В печах с широким (до 1,5 м) и высоким (до 1,2—1,4 м) горнилом можно было мыться и париться. Баня внутри русской печи: печь протапливается, в чугунах нагревается вода. После топки с пода печи убирается зола и насыпается солома. Жар сгребается в угол печи. После этого можно мыться, забравшись в печь, и даже осторожно париться веником, чтобы не натаскать на себя сажи.

## Сопутствующая утварь
Кочерга — для перемещения дров и углей в горниле.
Помело — для сметания золы с пода перед посадкой хлеба и для подметания шестка. Представляет собой длинный черенок с закреплёнными на конце сосновыми или можжевеловыми ветками, соломой, мочалом или тряпкой.
Совок — для выгребания золы и углей.
Ухват (рогач) — для перемещения горшков.
Сковородник (чапельник) с длинным черенком — для перемещения сковород.
Лопата (садник) — для перемещения хлеба и пирогов.

### Посуда
- Горшки глиняные, алюминиевые и чугунные (чугуны) — для варки.
- Сковороды — для жаренья. Как правило без ручки, так как с ними используется сковородник. По материалу:
  - Чугунные и алюминиевые.
  - Глиняные: латки — с высокими, черепушки — с низкими бортами[26].
- Металлические противни для пирогов и пряников, формы для хлеба.

- Алюминиевые горшки
- Ухваты, чапельник, кочерга
- Применение ухвата с катком[27] при перемещении большого горшка

## Печь в русской культуре
Печь являлась одним из элементов русских сказаний. Печка иногда наделяется человеческими чертами, способностью разговаривать: например, в сказке «Гуси-лебеди» девочка в поисках пропавшего брата находит печь, стоящую в чистом поле, и спрашивает у неё совета. Печь предлагает ей отведать пирожков, а впоследствии, на обратном пути, прячет девочку от погони.
- В живописи
- Крестьянская изба
Максимов В.М. 1869
- Крестьянские дети зимой в избе
- В избе
Эллерт Н.Л.